# حوملة
حَوْمَلَة (الاسم العلمي brama)، سمكة بحرية بيوض من فصيلة الزبيديات الأولى شائكات الزعانف. اعطانها بعض مناطق البحر الأبيض المتوسط، أخصها الممتدة من اليونان إلى إيطاليا. جسمها إهليلجي الشكل، معتل التبطيط، يطول من 25 إلى 45 سم.ثوبها إلى الربدة الفضية يعبق في الظهر ويبيض في البطن. رأسها قصير الخطم المقطوم. فكها الأسفل يتقدم الأعلى بعض الشيء. شدقها واسع الأنفراج. عيناها كبيرتان مستديرتان. أسفاطها متراكمة، شارفة القدم. زعنفتها الذيلية هلالية الشكل. تعتبر من الأسماك اليمية التي لا تقترب من المجادح الا في بعض الأزمنة ز لحمها فاخر الصنف. مرغوب فيه.

## الأنواع
هناك ثمان أنواع معترف بها في جنس الحوملة.
- Brama australis اشيل فالنسيان, 1838 (southern Ray's bream)
- Brama brama (بيير جوزيف بوناتير, 1788) (Atlantic pomfret)
- Brama caribbea Mead, 1972 (Caribbean pomfret)
- Brama dussumieri جورج كوفييه, 1831 (lesser bream)
- Brama japonica Hilgendorf, 1878 (Pacific pomfret)
- Brama myersi Mead, 1972 (Myers' pomfret)
- Brama orcini جورج كوفييه, 1831 (bigtooth pomfret)
- Brama pauciradiata Moteki, Fujita & Last, 1995 (shortfin pomfret) [3]